# Allée Marie-Laurent
L'allée Marie-Laurent est une voie du 20e arrondissement de Paris, en France.

## Situation et accès
L'allée Marie-Laurent est une voie privée située dans le 20e arrondissement de Paris. Elle débute rue de Buzenval et se termine au 15, rue Mounet-Sully.

## Origine du nom

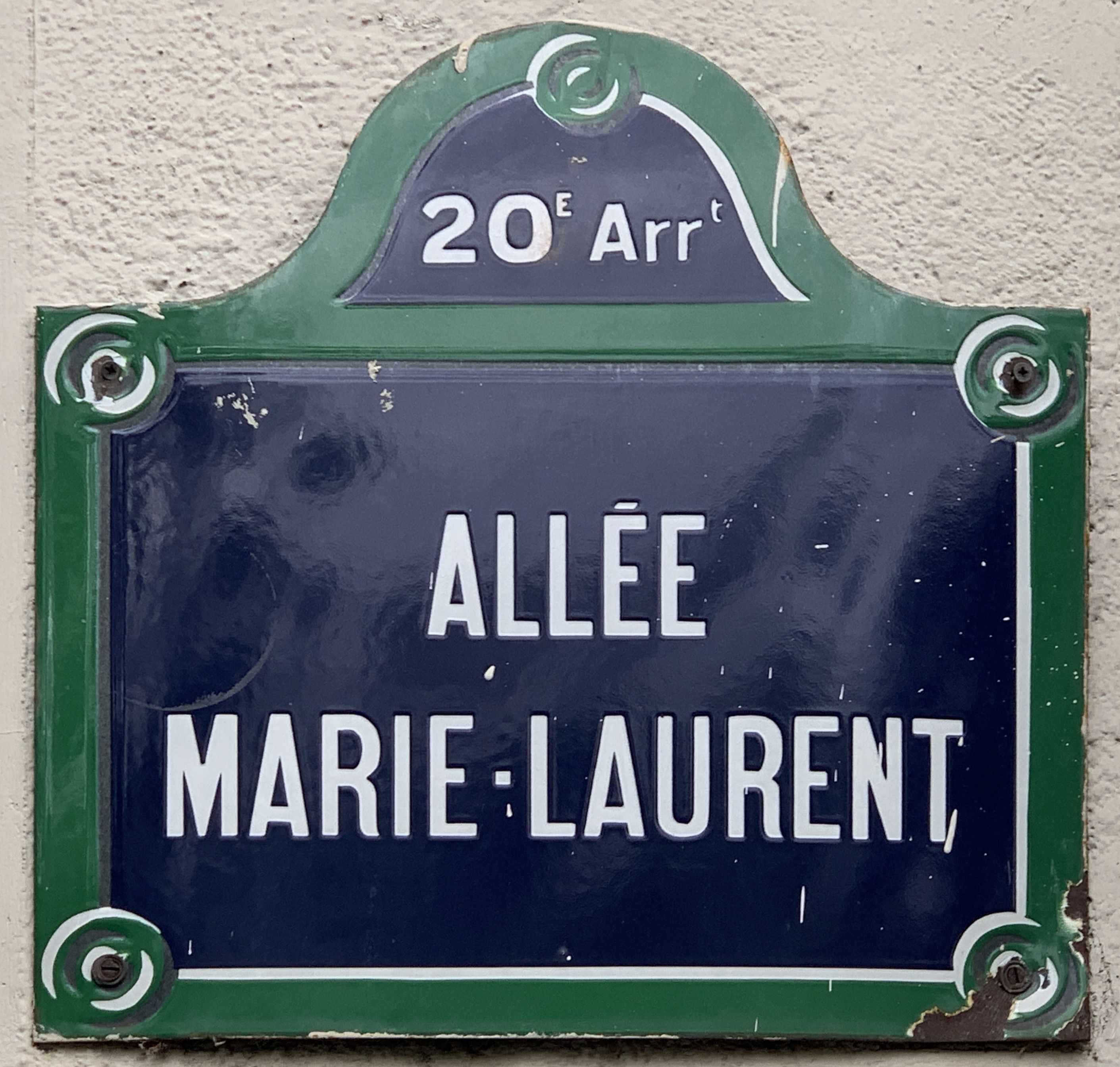
Plaque de l'allée.

Elle porte le nom de Marie Laurent, née Marie-Thérèse Alliouze-Luguet (1825-1904), comédienne de théâtre et fondatrice de l'Orphelinat des Arts.

## Historique
Cette voie, ouverte en 1934 sur l'emplacement de l'ancienne usine à gaz de Saint-Mandé, reçoit sa dénomination en 1935.